# 南极洋葱海胆虫
南极洋葱海胆虫（学名：Cromyechinus antarctica）为星球虫科洋葱海胆虫属的动物。其种加词“antarctica”意为“南极洲的”。在中国，分布于西沙群岛等。